# Culex megafolius
Culex megafolius är en tvåvingeart som beskrevs av Chen 1992. Culex megafolius ingår i släktet Culex och familjen stickmyggor.
Artens utbredningsområde är Yunnan (Kina). Inga underarter finns listade i Catalogue of Life.